# Schloss Möhren

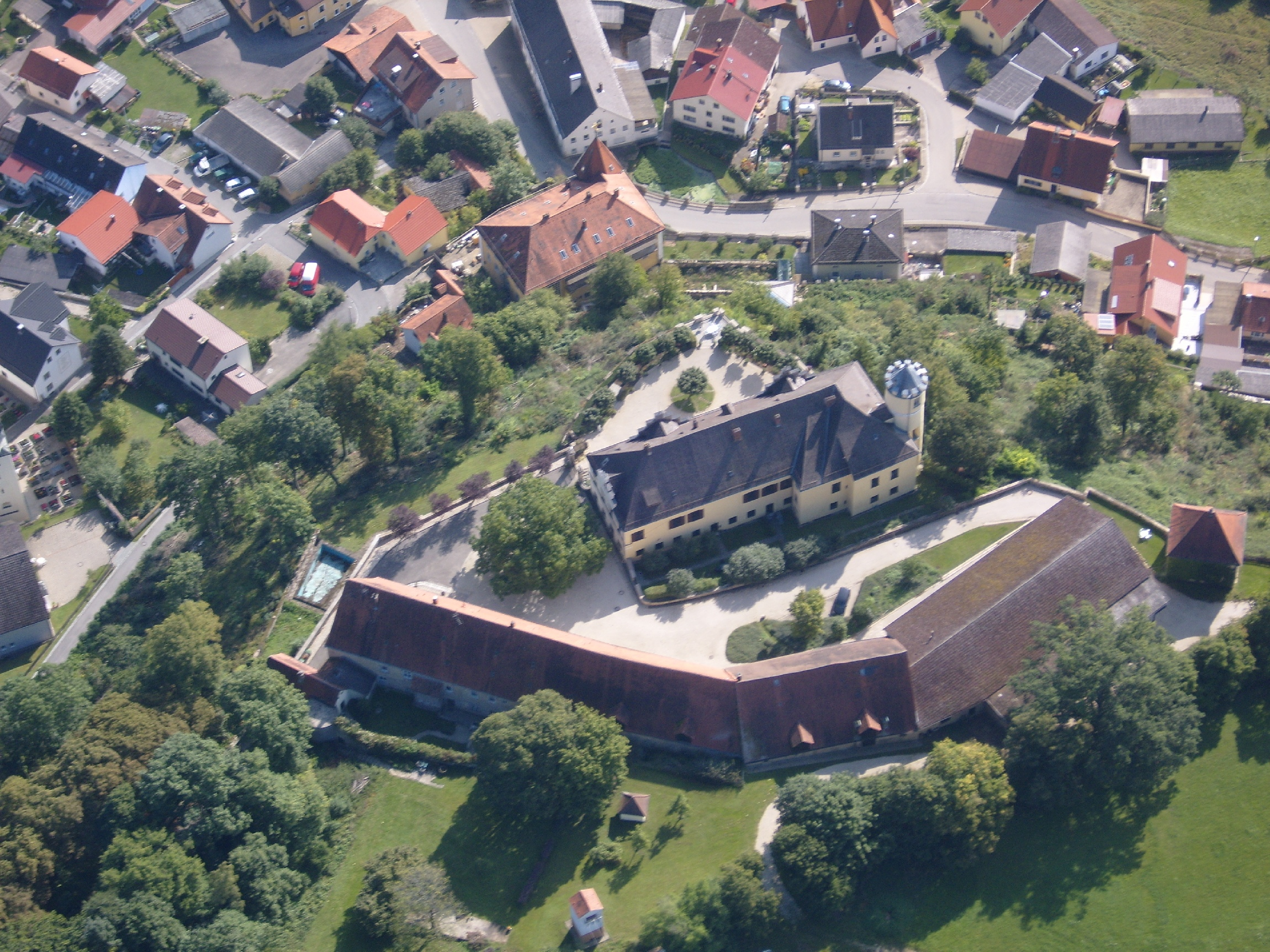
Luftbild des Schlosses

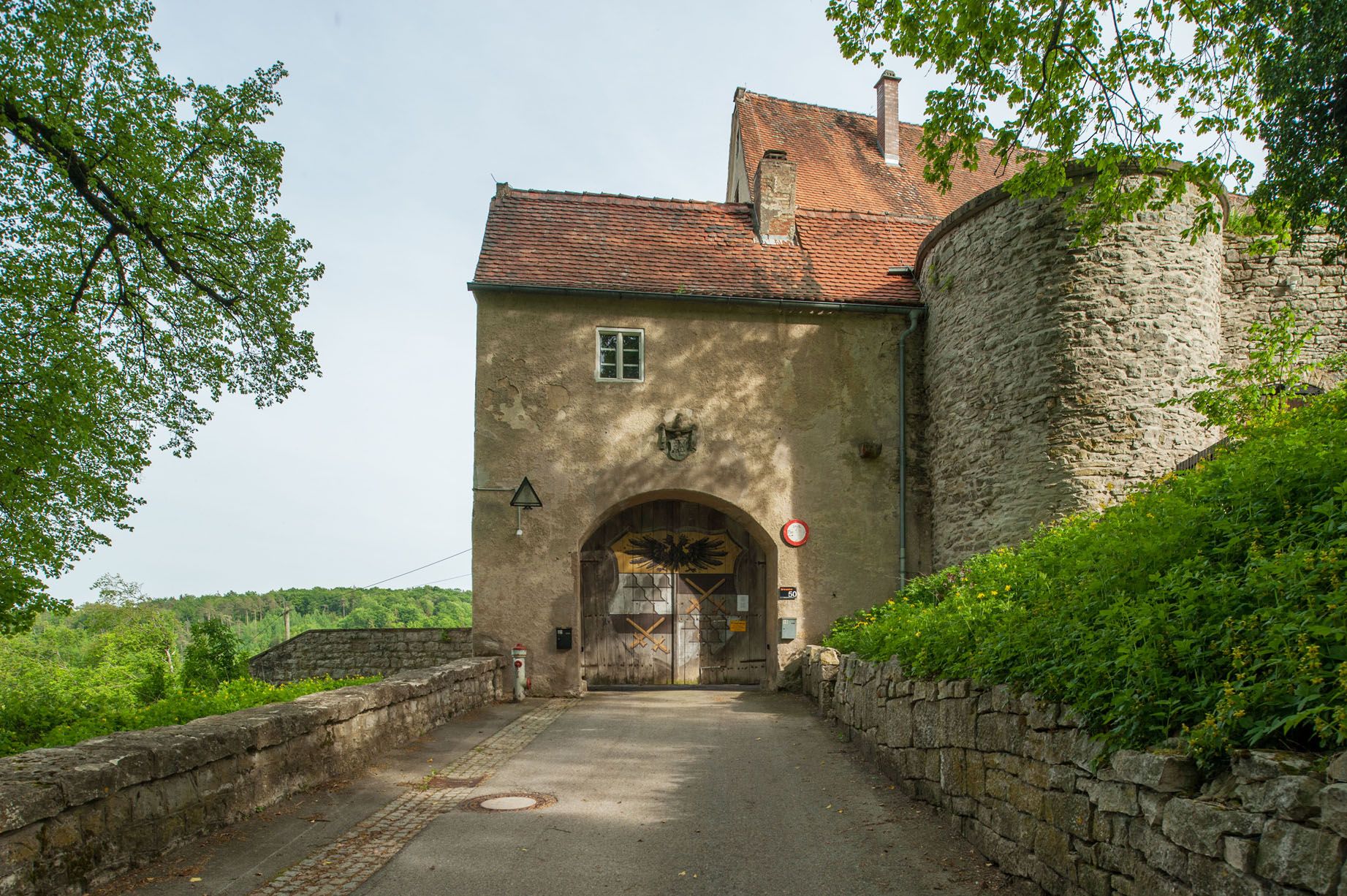
Nördliches Torhaus mit Pappenheimer Wappen

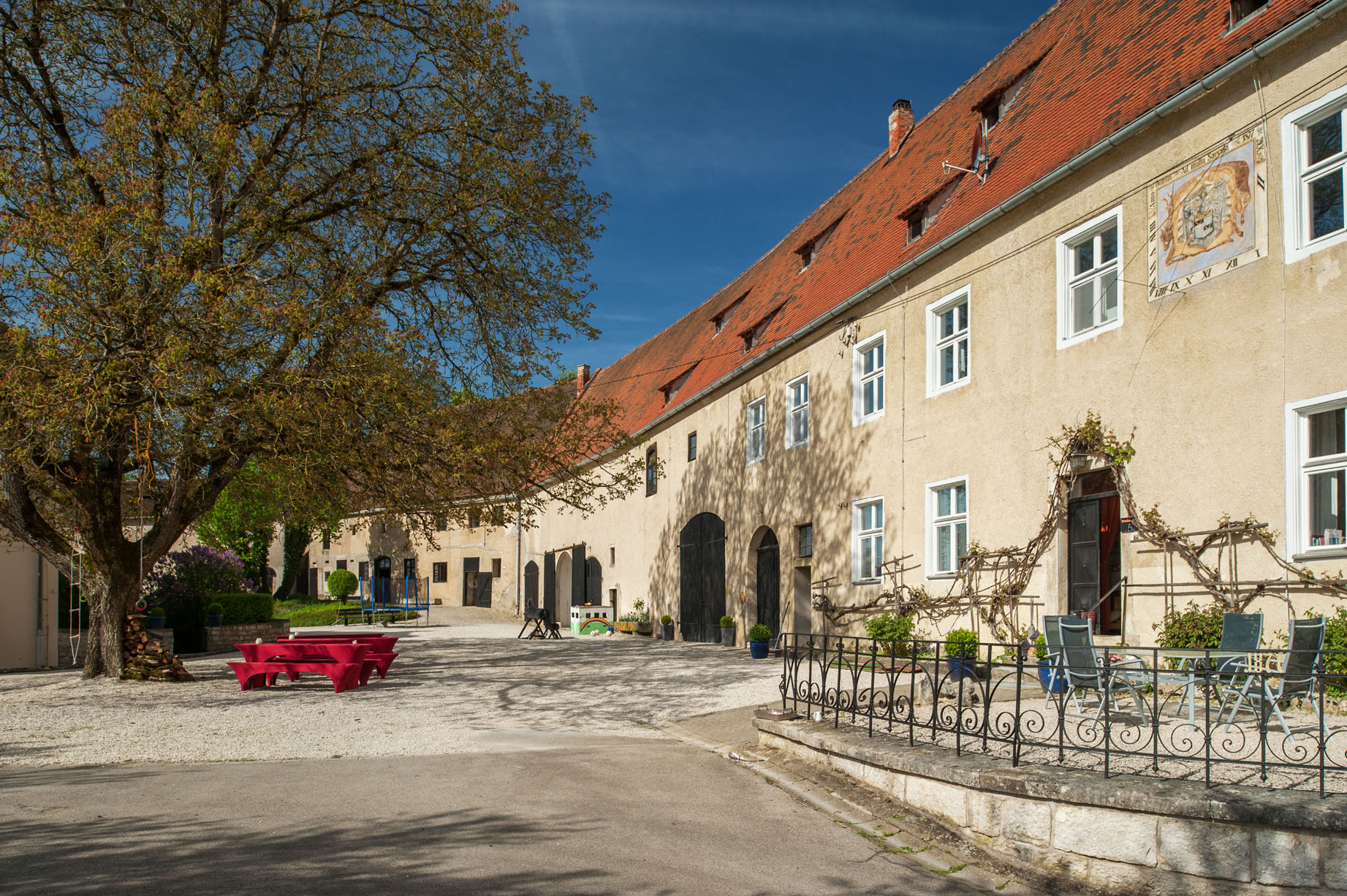
Gutshaus

Schloss Möhren ist ein mittelalterliches Jagdschloss mit dazugehörigem Gut in Möhren, einem Gemeindeteil der Stadt Treuchtlingen im mittelfränkischen Landkreis Weißenburg-Gunzenhausen, dessen Geschichte bis ins 12. Jahrhundert zurückreicht. Das Gebäude ist unter der Denkmalnummer D-5-77-173-106 als Baudenkmal in die Bayerische Denkmalliste eingetragen, die Schafscheune unter Denkmalnummer D-5-77-173-107. Die untertägigen Teile der mittelalterlichen Vorgängeranlage sind zudem als Bodendenkmal (Denkmalnummer D-5-7031-0080) ausgewiesen.

## Lage
Schloss Möhren befindet sich in der Schloßstraße am Rande des Ortes Möhren oberhalb des Ortskerns, unweit der Pfarrkirche Mariä Himmelfahrt, auf einer Höhe von 470 m ü. NHN.

## Schlossgut
Das Schlossgut erstreckt sich über 4,5 ha. Das Anwesen umfasst ein Jagdschloss mit einem Rundturm, einen Süd- und einen Nordturm sowie ein ehemaliges Gutshaus (heute Wohnhaus) mit angrenzenden Nebengebäuden. Der Schlossturm kann nur während Schlossführungen besichtigt werden. Im Nord- und Südturm befinden sich Ferienwohnungen. 

## Geschichte
Die Geschichte der Höhenburg begann im Jahr 1137, aus dem am alten Fluchtweg noch Fundamente erhalten sind. Die damalige Ritterburg Möhren, deren Territorium an das Fürstentum Ansbach grenzte, gehörte zum königlichen Grundbesitz Monheim. Die Ritterschaft Möhren selber war der Burggrafschaft Nürnberg lehenspflichtig. Erste Besitzer waren die Grafen Otto und Heinrich Mern.
Im 13. Jahrhundert wurde die Burg erstmals zerstört und später von den Marschällen von Pappenheim stärker befestigt wieder aufgebaut. Aus jener Zeit stammt der früher als Eingangsturm genutzte Südturm von 1300 mit Pappenheimer Wappen.
Über zahlreiche Besitzerwechsel hinweg verfiel die Burg bis ins 18. Jahrhundert zusehends und wurde 1711 ganz abgetragen. Im selben Jahr begann Marquard Eustach Graf Fugger-Nordendorf (1661–1732) mit dem Aufbau des heutigen Schlosses und seiner Nebengebäude. Die Ostterrasse stammt aus dem 18. Jahrhundert, das nördliche und das südliche Torhaus stammen beide aus dem 17./18. Jahrhundert. Das angeschlossene Gutshaus mit Ökonomiebau wurde im 18. bzw. frühen 19. Jahrhundert errichtet. Die Schlossauffahrt stammt noch aus dem 18. Jahrhundert.
Auf dem Gelände befindet sich auch ein Einfamilienhaus, das sogenannte Schweizerhaus, wo im 15. Jahrhundert Schweizer lebten. Neben dem Schweizerhaus steht der denkmalgeschützte alte Schafstall mit alten Pferdeställen und einer verlassenen Schmiede. Der Schafstall hat noch seine ursprüngliche Holztragstruktur aus dem 18. Jahrhundert.
Im 19. Jahrhundert fiel Schloss Möhren wieder an die Pappenheimer zurück, die es 1880 historisierend erneuerten. Die Sonnenuhr stammt sogar noch aus dem Jahr 1877, als König Ludwig II. Graf Maximilian von Pappenheim (1824–1906), Sohn des Albert von Pappenheim, mit dem heimgefallenen Gut belehnt hatte. Graf Pappenheim war verheiratet mit Luise Gräfin Schlieffen. Er war königlich bayrischer Obersthofmeister, und seit 1892 Kommendator des Johanniterordens, der 1888 gegründeten Bayrischen Genossenschaft der Kongregation. In der selbigen Funktion war der älteste Sohn Graf Albrecht Karl Ludwig Georg Erkinger von Pappenheim (1861–1936), Herr der Herrschaft Möhren-Gundelsheim. Dessen Erbe wurde Graf Maximillian Georg Albrecht Haupt von Pappenheim, er bewohnte mit seiner jungen Familie Schloss Möhren. Seine Nachkommen besaßen das Schloss noch bis 1966, nach eigenen und nach amtlichen genealogischen Angaben 1968.
Nach einer Übergangszeit in den Händen der Stiftung Hensoltshöhe befindet sich das Schloss seit 2004 wieder in Privatbesitz. Die jetzigen Besitzer wohnen im Schloss und haben dort vier Ferienwohnungen eingerichtet.

## Sage
Die Sage „Die Schlüsseljungfrau im Schloss zu Möhren“ ist eine literarische Erfindung des 19. Jahrhunderts – angeblich eine Geschichte aus dem 12. Jahrhundert über Armgart, Tochter eines reichen Ritters Heinz.